# Томас, Энджи
Энджи Томас (англ. Angie Thomas; род. 20 сентября 1988 года) — американская писательница подростковой литературы, известная своей книгой «Вся ваша ненависть» (2017). Её второй роман для подростков «На подходе» вышел 25 февраля 2019 года.

## Ранняя жизнь
Энджи Томас родилась 20 сентября 1988 года в Джексоне, штат Миссисипи, где она выросла.
В юном возрасте Томас неоднократно подвергалась насилию с применением огнестрельного оружия. Она выросла недалеко от дома убитого активиста движения за гражданские права Медгара Эверса, и утверждает, что ее мать слышала выстрел, которым он был убит. Когда Томас было шесть лет, она стала свидетельницей перестрелки.
В интервью The Guardian она рассказала, как на следующий день мать повела ее в библиотеку, чтобы показать, что «в мире есть нечто большее, чем то, что [Томас] увидела в тот день». Это вдохновило ее заняться писательством.
В юности Томас поделилась своими навыками рэпера, хотя её музыкальная карьера была недолгой. Тем не менее, она стала предметом статьи в журнале Right On!. Томас получила степень бакалавра изящных искусств в Белхейвенском университете. Она была первым чернокожим подростком, окончившим курс творческого письма.

## Карьера
Первоначальным намерением Томас было писать фэнтези и middle grade романы, однако она опасалась, что её рассказы не будут иметь значения. Просматривая свою первую рукопись, она начала другой роман, который вскоре стал ее первым романом «Вся ваша ненависть». Когда она была студенткой колледжа, один из её профессоров предположил, что её опыт был уникальным и что её творчество могло бы дать голос тем, кого заставили замолчать и чьи истории не были рассказаны. В это время Томас также услышала в новостях о расстреле Оскара Гранта. Эта история, усугубленная гибелью Трейвона Мартина, Тамир Райс, Майкла Брауна и Сандры Блэнд, оказала большое влияние на роман.
Томас цитирует Тупака Шакура как источник вдохновения для своего творчества. Она испытывала широкий спектр эмоций, слушая его музыку, и хотела добиться такого же эффекта как автор, сказав: «Я хочу заставить вас иногда задуматься; я хочу заставить вас иногда смеяться; я хочу заставить вас иногда плакать — так что он оказал на меня влияние в этом смысле.» Томас понимает это так: «то, что общество прививает молодежи, может вернуться и повлиять на всех нас».
В интервью Daily Telegraph Томас заявила, что в своих работах она стремится «показать правду и разрушить стереотипы», и далее говорит, что для белого сообщества важно прислушаться к жалобам движения Black Lives Matter. После выхода в свет «Вся ваша ненависть» была экранизирована в 2018 году фильмом студии Fox 2000 с Амандлой Стенберг в главной роли.

## Активизм
В интервью издательству Publishers Weekly Томас рассказала о своей роли активистки: «Я всегда рассматривала писательство как форму активизма. Как ничто другое, книги дают нам представление о жизни, о которой мы, возможно, раньше не знали; они могут способствовать сопереживанию. Есть движение Black Lives Matter и организация Black Lives Matter, и я уважаю то, что они делают. Я знаю, что [„Вся ваша ненависть“] — это „проблемная книга“, но я не специально хотела, чтобы все было именно так… Я хотела, чтобы что-то настолько политическое выглядело личным. Хотя я хотела, чтобы Халил представлял этих молодых людей, которые расстаются с жизнью и на которых быстро навешивают ярлык головорезов, я хотела, чтобы [сюжет книги] был сам по себе. Я не хотела проявить неуважение к чьей-либо семье, чьей-либо памяти».

## Романы

### Вся ваша ненависть(2017)
«Вся ваша ненависть», первоначально написанная как короткий рассказ, дебютировала на первом месте в списке бестселлеров для подростков в твердом переплете по версии New York Times в течение первой недели после выхода в 2017 году. «Вся ваша ненависть» была написана, как говорит Томас, для того, чтобы пролить свет на спорный вопрос о жестокости полиции и движении Black Lives Matter. Сюжет книги рассказывает о девочке-подростке Старр Картер и о том, как на ее жизнь повлияла смерть ее друга Халила, безоружного чернокожего подростка, застреленного белым полицейским. В книге «Вся ваша ненависть» рассказывается о влиянии жестокости полиции на тех, кто окружает жертву.
В 2018 году Независимый школьный округ Кэти в Кэти, штат Техас, убрал книгу со своих полок после жалоб на ненормативную лексику, а профсоюз полицейских Южной Каролины потребовал исключить книгу из списка летнего школьного чтения из-за того, что профсоюз счел это «почти внушением недоверия к полиции».

### На подходе(2019)
«На подходе» был выпущен в феврале 2019 года. Томас написала книгу, чтобы обсудить издержки, которые несут меньшинства и женщины, когда они высказывают свое мнение. В книге рассказывается история рэперши-подростка, которая становится вирусной сенсацией, и о том, как это искажает и меняет ее саму. Это происходит в той же вымышленной вселенной, что и «Вся ваша ненависть».
Вскоре роман стал бестселлером New York Times. Журнал Kirkus Reviews назвал его одним из лучших романов для молодежи в 2019 году.

### Роза на асфальте(2021)
«Розы на асфальте» является приквелом к «Вся ваша ненависть» и была выпущена 12 января 2021 года в США и Великобритании. Книга рассказывает историю отца Старр, Мэверика Картера.
Вскоре роман стал бестселлером New York Times и IndieBound. Журнал Kirkus Reviews назвал его одним из лучших романов для молодежи в 2021 году.

### Блэкаут(2021)
Томас написала роман для подростков «Блэкаут», вышедший в июне 2021 года, в соавторстве с Дониэль Клейтон, Тиффани Д. Джексон, Ник Стоун, Эшли Вудфолк и Николой Юн. В книге рассказывается о шести взаимосвязанных историях о любви чернокожих подростков во время отключения электроэнергии в Нью-Йорке.

### Ник Блейк и «Примечательные»(2023)
Она написала роман для средней школы «Ник Блейк и „Примечательные“».

## Также к прочтению
- Интервью в You Can’t Say That! Writers for Young People Talk About Censorship, Free Expression, and the Stories They Have to Tell. Candlewick Press, 2021, научно-популярная книга для молодых людей о книжной цензуре, отредактированная автором для подростков и литературным критиком Леонардом С. Маркусом[англ.]. ISBN 9780763690366